# Christiane Scrivener
Christiane Scrivener (Mulhouse, 1 september 1925 – 8 april 2024) was een Franse politica. Ze was tussen 1977 en 1997 aangesloten bij de Republikeinse Partij van Valéry Giscard d'Estaing en sinds 1997 was ze aangesloten bij de partij Démocratie libérale.

## Biografie
Scrivener studeerde Psychologie aan de Harvard Business School. Na haar afstuderen werkte ze als algemeen directeur bij l'Assocation pour l'Organisation des Stages en France (1958-61) en als voorzitter bij l'Assocation pour l'Organisation des Missions de Coopération Technique (1961-69). Tussen 1969 en 1976 was Scrivener algemeen directeur van het ACTIM. In januari 1976 werd ze benoemd tot staatssecretaris voor Handel en Consumentenbescherming. Scrivener bekleedde deze functie in het kabinet van Jacques Chirac en in het eerste en tweede kabinet van Raymond Barre.
In maart 1978 werd Scrivener vervangen als staatssecretaris. Een jaar later werd ze gekozen voor het Europees Parlement. Scrivener bleef parlementslid tot en met januari 1989. In januari 1989 werd ze benoemd tot Europees commissaris namens Frankrijk. Deze functie bekleedde Scrivener tot en met januari 1995.
Scrivener overleed op 8 april 2024 op 98-jarige leeftijd.